# Grecia all'Eurovision Song Contest 2010
La Grecia, per la selezione nazionale utilizzò l'Ellinikós Telikós, che si tenne il 12 febbraio 2010, alla quale avrebbero dovuto partecipare 10 artisti emergenti, tuttavia, a causa di tre esclusioni (Despine Ricci ritirata, Katerine Avgoustakis ed Eleftheria Eleftheriou squalificate), furono in 7 a partecipare alla finale nazionale. Il vincitore, Giorgos Alkaois & Friends, fu selezionato attraverso un misto di votazioni popolari e votazioni della giuria.

## Partecipanti alla selezione nazionale greca
| Ord. | Artista                    | Canzone                | Risultato |
| ---- | -------------------------- | ---------------------- | --------- |
| 1    | Christos Hatzinasios       | "Illusion"             |           |
| 2    | Sunny Baltzi & Second Skin | "Game of Life"         |           |
| 3    | Manos Pyrovolakis          | "Kivotos tou Noe"      | 2         |
| 4    | Giorgos Alkaios & Friends  | "OPA"                  | 1°        |
| 5    | Yorgos Karadimos           | "Polemao"              | 2°        |
| 6    | Melisses                   | "Kinezos"              |           |
| 7    | Émigré                     | "Touch me Deep Inside" |           |

## All'Eurovision Song Contest

### Voto

#### Punti assegnati alla Grecia
| 12            | 10                                                | 8                                                                            | 7                             | 6 |
| ------------- | ------------------------------------------------- | ---------------------------------------------------------------------------- | ----------------------------- | - |
|               | - Albania - Belgio - Portogallo - Spagna - Serbia | - Bosnia ed Erzegovina - Finlandia - Germania - Islanda - Malta - Slovacchia | - Moldavia - Polonia - Russia |   |
| 5             | 4                                                 | 3                                                                            | 2                             | 1 |
| - Bielorussia | - Francia                                         | - Macedonia                                                                  | - Estonia                     |   |

| 12                                       | 10        | 8                                 | 7                             | 6                      |
| ---------------------------------------- | --------- | --------------------------------- | ----------------------------- | ---------------------- |
| - Albania - Belgio - Cipro - Regno Unito | - Serbia  | - Germania - Islanda - Portogallo | - Finlandia - Malta - Romania | - Bosnia ed Erzegovina |
| 5                                        | 4         | 3                                 | 2                             | 1                      |
| - Bulgaria - Slovacchia - Spagna         | - Francia | - Armenia - Paesi Bassi - Turchia | - Moldavia                    | - Polonia              |

#### Punti assegnati dalla Grecia
| Punti | Paese                |
| ----- | -------------------- |
| 12    | Albania              |
| 10    | Belgio               |
| 8     | Islanda              |
| 7     | Serbia               |
| 6     | Bielorussia          |
| 5     | Bosnia ed Erzegovina |
| 4     | Moldavia             |
| 3     | Russia               |
| 2     | Malta                |
| 1     | Estonia              |

| Punti | Paese       |
| ----- | ----------- |
| 12    | Cipro       |
| 10    | Albania     |
| 8     | Francia     |
| 7     | Armenia     |
| 6     | Belgio      |
| 5     | Georgia     |
| 4     | Romania     |
| 3     | Islanda     |
| 2     | Germania    |
| 1     | Azerbaigian |